# Pístní tyč
Pístní tyč, nazývaná také pístnice, je součást některých pístových strojů, zejména dvojčinných parních strojů a kompresorů. Je napojena na píst ve válci, prochází ucpávkou a druhým koncem je připevněna na křižák.
U některých parních strojů prochází pístní tyč skrz píst a je dále vedena otvorem v protilehlém víku válce. Toto řešení se využívalo pro přesnější vedení těžkého pístu. Stejné řešení bylo využíváno i u strojů v tandemovém uspořádání, kde na jedné pístní tyči mohlo být několik pístů v za sebou umístěných válcích (viz sdružený parní stroj).

V hydraulických válcích spojují píst např. s ramenem jeřábu či bagru a pod.

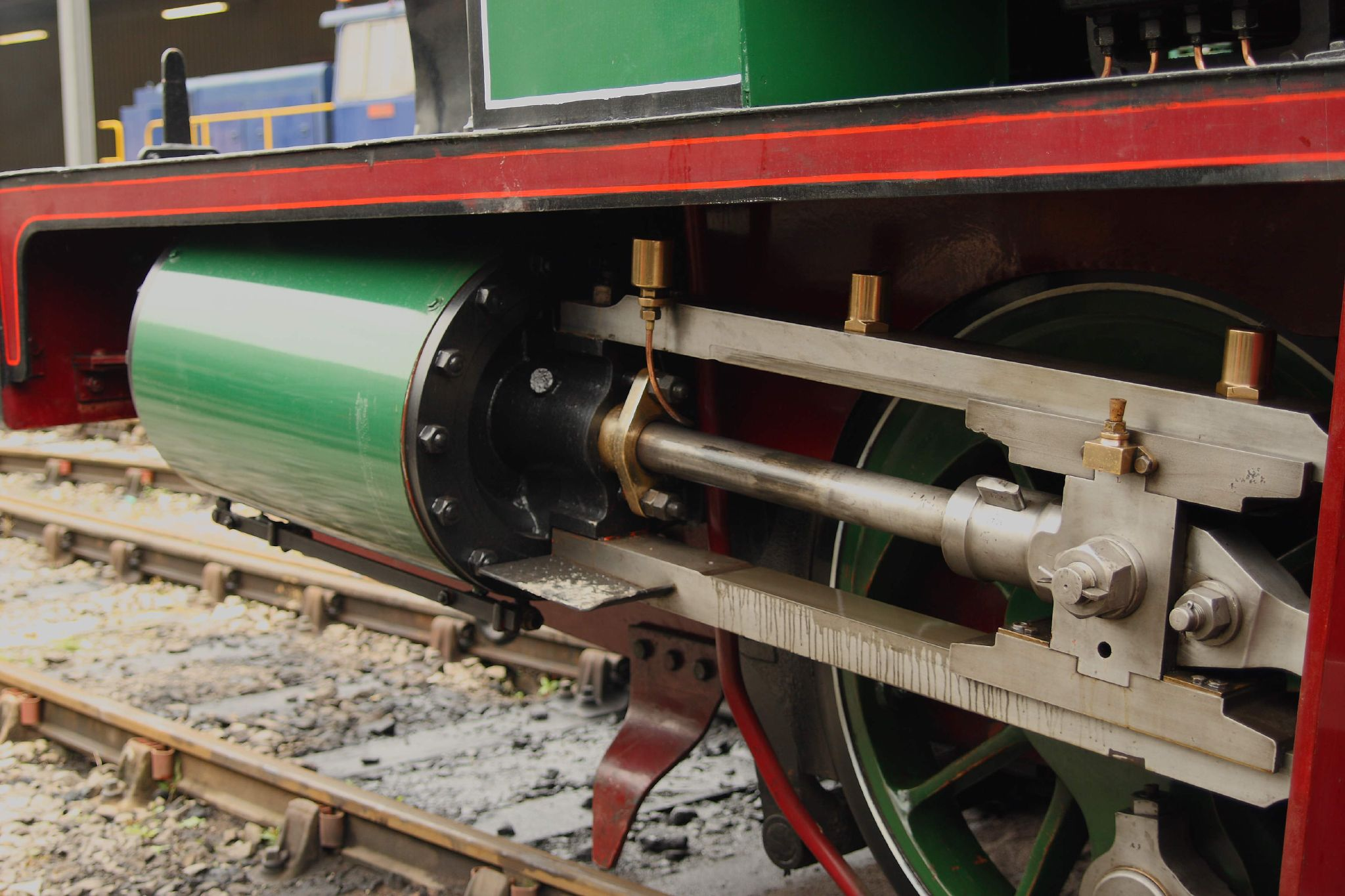
Pístnice u parního válce
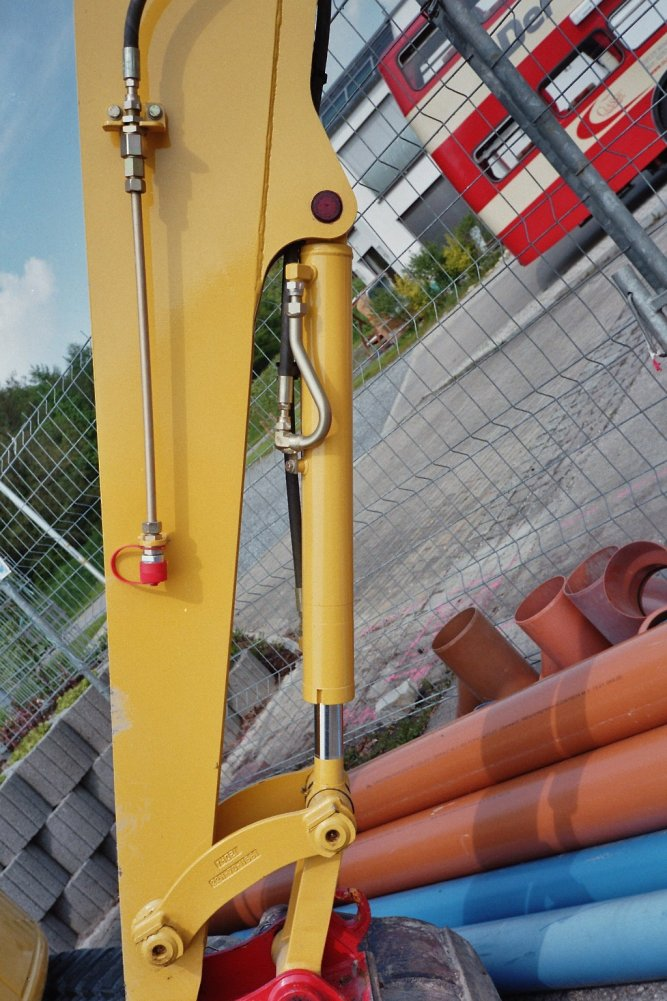
Pístnice hydraulického válce